# Colorado Avalanche
Colorado Avalanche (cunoscută sub numele colocvial de Avs) este o echipă profesionistă de hochei pe gheață cu sediul în Denver, Colorado și face parte din Divizia Centrală a Conferinței de Vest din NHL. Avalanche își joacă meciurile de pe teren propriu la Ball Arena, pe care o împart cu Denver Nuggets din NBA și cu Colorado Mammoth din National Lacrosse League. Managerul lor general este fostul jucător Joe Sakic.
Înființată în 1972 sub numele de Quebec Nordiques, echipa a fost una dintre francizele fondatoare ale World Hockey Association. Franciza s-a alăturat NHL în 1979, ca urmare a fuziunii NHL-WHA. În urma sezonului 1994-95, a fost vândută către COMSAT Entertainment Group și s-a mutat la Denver.
În primul sezon petrecut la Denver, Avalanche a câștigat Divizia Pacific și a reușit să învingă Florida Panthers în finala Cupei Stanley din 1996. Dintre echipele din marile ligi sportive profesioniste nord-americane, doar Washington Redskins din 1937 din National Football League (NFL) a mai reușit această performanță. Acesta a fost, de asemenea, primul mare campionat sportiv profesionist pe care o echipă din Denver l-a adus în oraș. În finala Cupei Stanley din 2001, Avalanche i-a învins pe New Jersey Devils în șapte meciuri și a câștigat al doilea titlu. În finala Cupei Stanley din 2022, Avalanche a învins-o pe Tampa Bay Lightning în șase meciuri pentru a câștiga al treilea titlu. Ca urmare, rămâne singura echipă activă din NHL care a câștigat de fiecare dată când a ajuns în finală.
Avalanche a câștigat unsprezece titluri de divizie de la relocarea în Denver (și a stabilit recordul ligii pentru cele mai multe titluri de divizie consecutive, nouă la rând din 1995 până în 2003; unul în Quebec, restul în Colorado), și s-a calificat în play-off în fiecare din primele zece sezoane de după relocare; această serie s-a încheiat în 2007.